# Neuflize Schlumberger Mallet
Pour les articles homonymes, voir Schlumberger et Neuflize (homonymie).
La banque de Neuflize Schlumberger Mallet (NSM) est une banque privée française, devenue filiale du groupe néerlandais ABN Amro sous la raison sociale Banque Neuflize-OBC en 2006. 

## Histoire
L'origine de cette banque est très ancienne, puisqu'elle remonte, pour une part, à 1667, avec la fondation par David André de la banque David André et Cie à Nîmes puis à Gênes devenue André, de Neuflize et Cie en 1889, puis la banque Neuflize et Cie en 1896, et d'autre part, à 1713, avec la création de la maison de banque Mallet. Les Schlumberger, Neuflize et Mallet, sont de grandes familles protestantes de la finance qui ont marqué le capitalisme français en particulier au cours de ces deux derniers siècles.
La banque NSM est issue de la fusion, en 1966 de la banque Mallet frères avec la banque Neuflize, Schlumberger & Cie qui était elle-même issue de la fusion en 1945 de la banque de Neuflize avec la banque Schlumberger & Cie. La banque Schlumberger & Cie (nommée en premier lieu Société Schlumberger, Istel, Noyer) fut fondée en 1919.
En 1970, la banque prend contact avec le Centre Scientifique IBM France à Paris en lui demandant ce qui peut être réalisé pour extraire les données pertinentes d'un grand ensemble de données. Ce sera le projet DIANA (Data Investigation ANd Analysis). Les machines et les mémoires de l'époque ne permettront pas de suite officielle au projet, mais il s'agit d'une des premières tentatives de data mining.

## Sources
- Christian Grand, Trois siècles de banque. De Neuflize Schlumberger Mallet 1667-1991, EPA, 1991
- De Neuflize et Cie 1667-1925, Paris, 1926